# 나데즈다 미할코바
나데즈다 미할코바(러시아어: Надежда Михалкова, 1986년 9월 27일 ~ )는 러시아의 배우이다.

## 출연 작품
- 위선의 태양 2 (2010)
- 위선의 태양 (1994)